# Dicranomyia (Dicranomyia) pitoa
Dicranomyia (Dicranomyia) pitoa is een tweevleugelige uit de familie steltmuggen (Limoniidae). De soort komt voor in het Australaziatisch gebied.